# Зюдфорштадт

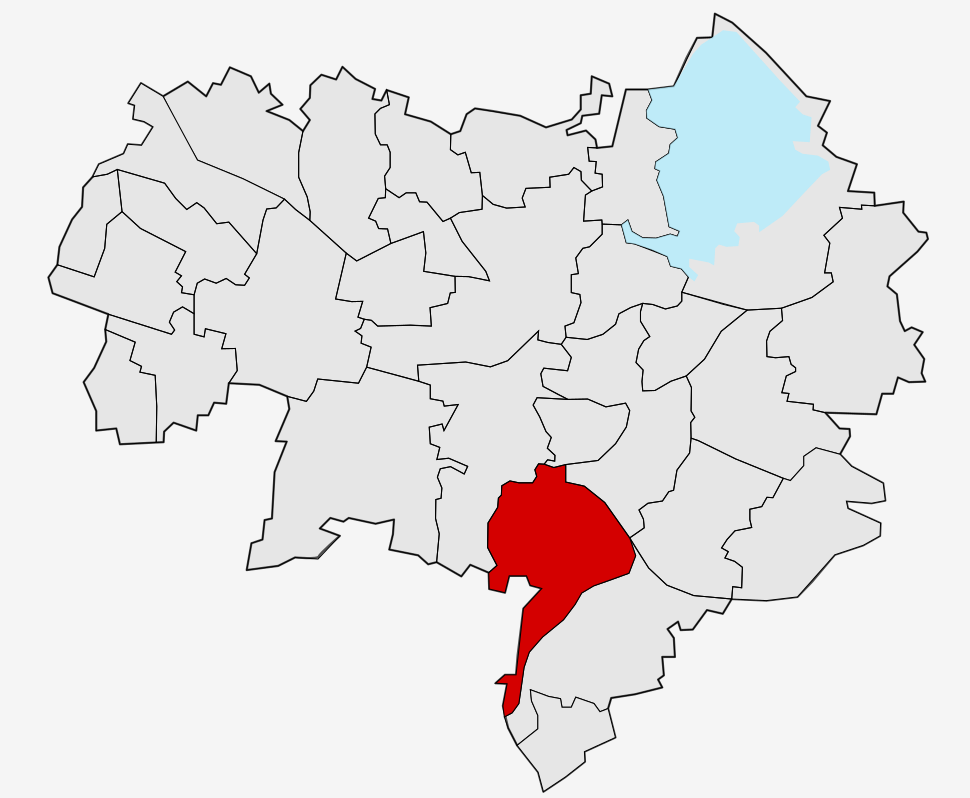
Зюдфорштадт на городской карте Баутцена

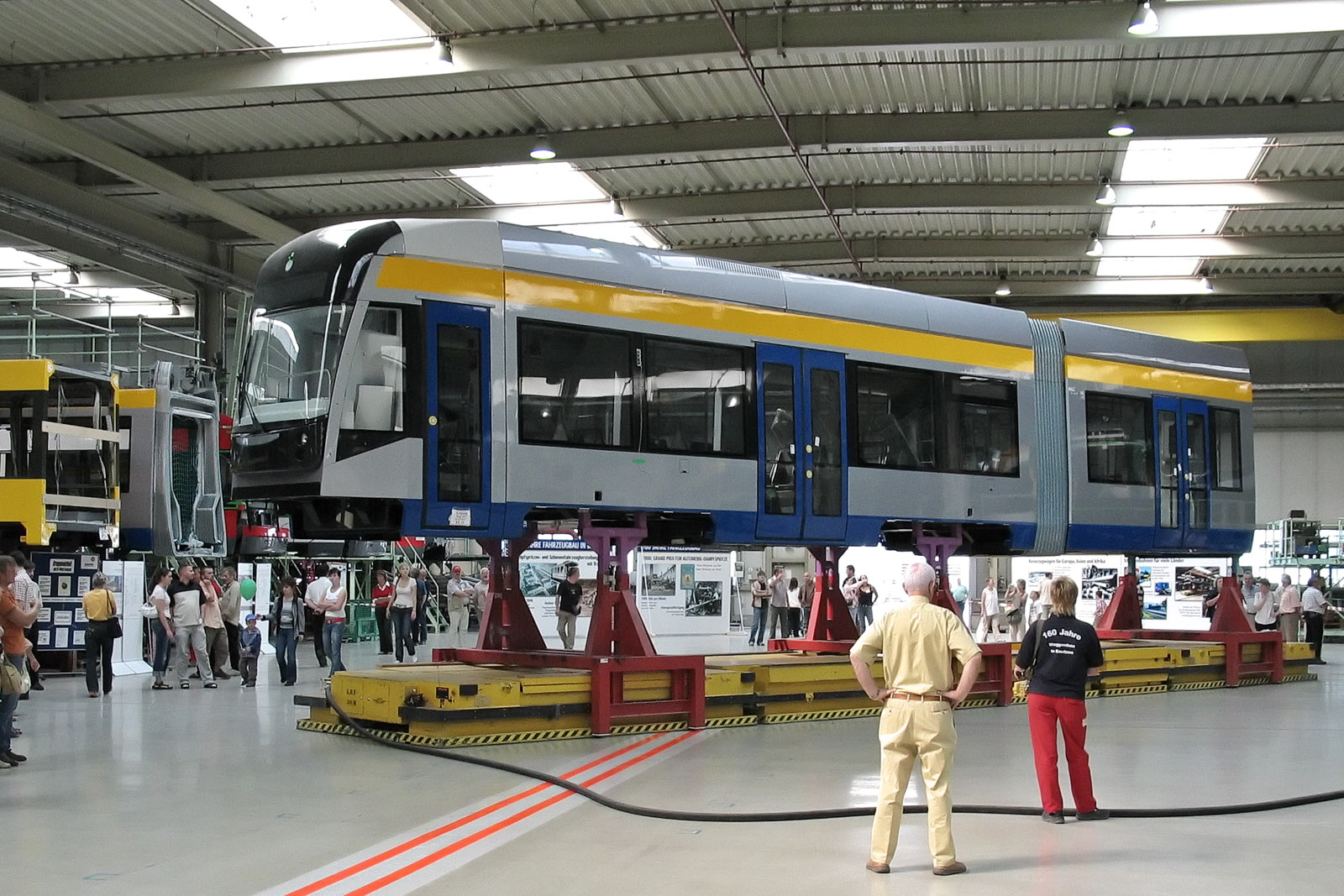
Вагоностроительный завод «Waggonbau Bautzen»

Зю́дфорштадт или Ю́жне-Пше́дместо (нем. Südvorstadt; в.-луж. Južne předměstoо файле) — район исторического центра Баутцена, Германия. В границах района находится сельский населённый пункт Тшеляны.

## География
Район расположен между районом Нуцковне-Место на севере и деревней Горня-Кина на юге. Большая часть района расположена в историческом центре Баутцена, за исключением деревни Тшеляны на востоке и небольшого узкого земельного участка вдоль улицы Wilthener Straße на юге.
На западе Зюдфорштадт граничит со старым городом Нуцковне-Место, на северо-востоке — с районом Северовуходны-Вобкруг, на юго-востоке — с районом Горня-Кина, на юго-западе — с коммуной Обергуриг и на западе — с районом Западне-Пшедместо, естественной границей с которым является река Шпрее.

## Население
По состоянию на 31 декабря 2020 года численность населения района составляла 1769 человек.
В районной топонимике, помимо немецкого языка, также широко используется верхнелужицкий язык.
В настоящее время Баутцен входит в состав культурно-территориальной автономии «Лужицкая поселенческая область», на территории которой действуют законодательные акты земель Саксонии и Бранденбурга, содействующие сохранению лужицких языков и культуры лужичан.

## Инфраструктура
Через район с востока на запад проходит дорога B196 и с юга на север — автомобильная дорога Бундесштрассе 96, являющаяся на данном участке объездной дорогой и соединяющей район с автомобильной развязкой Bautzen-West автомагистрали A4. В северной части района проходит железнодорожная линия Баутцен-Гёрлиц.
Район отличается большей, чем в других городских районах, концентрацией промышленных и коммерческих предприятий. На его территории находятся вагоностроительный завод «Waggonbau Bautzen», завод «Hentschke Bau», промышленные зоны «Gewerbegebiete Humboldtstraße und Wilthener Straße», «Industriegebiet Süd» и бизнес-парк «Gewerbepark Wilthener Straße», в котором работают около сорока различных предприятий.
В северной части района около реки Шпрее находится стадион «Müllerwiese» (Młynkec łuka).